# Goran Lazarevski
Goran Lazarevski (en macédonien : Горан Лaзapeвcки), né le 17 décembre 1974 à Prilep, alors en Yougoslavie, est un footballeur international macédonien.